# 总会所

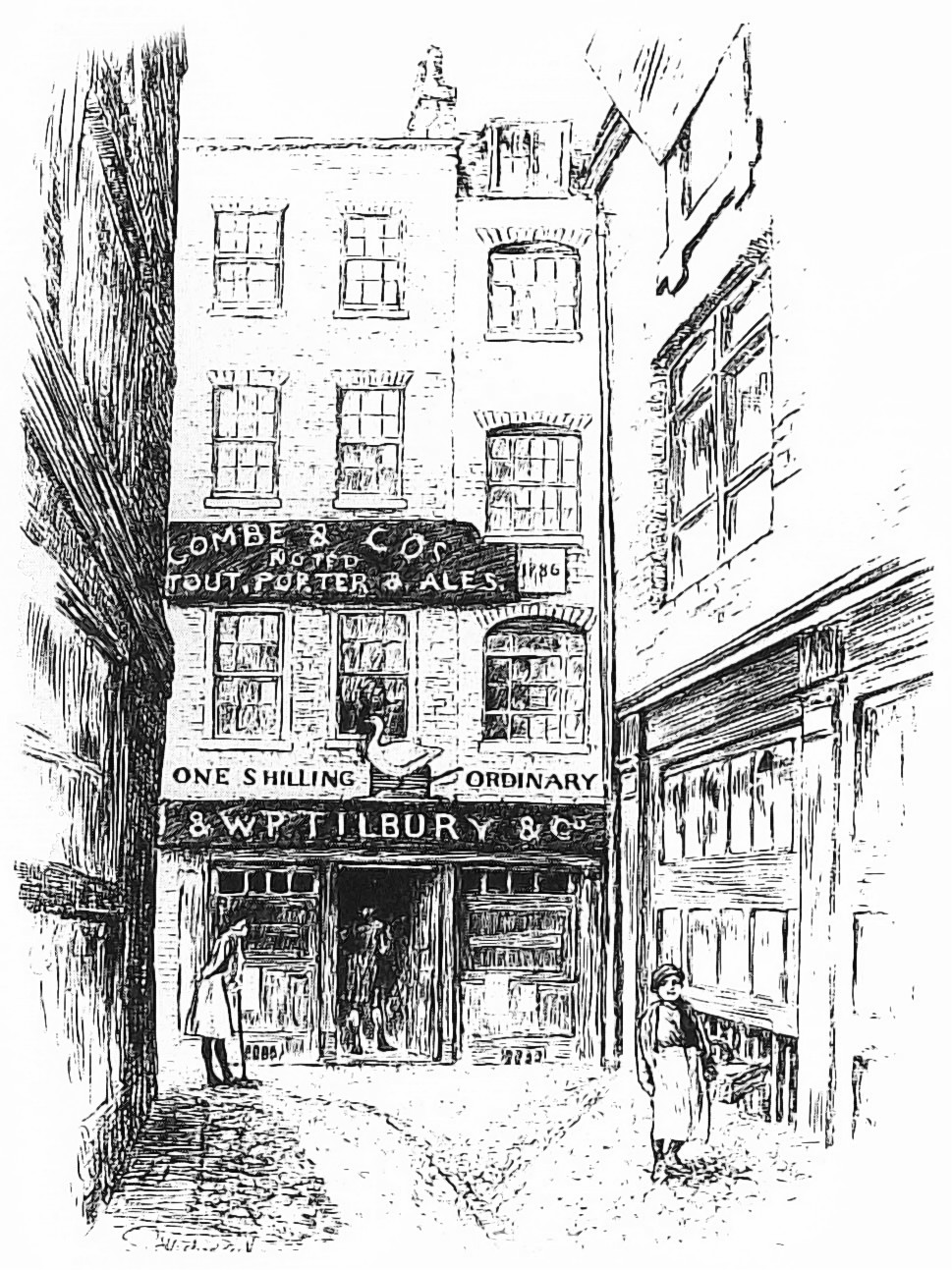
“Goose and Gridiron”会所，1717年

总会所是兄弟会或其他类似的组织团体在特定区域——通常是一个城市、州或国家的总管理机构。
总会所最常用的英文名为“Grand Lodge”，此外还有罕见的“Grand orient”，其基本上仅用于法国。